# Арнано (Мачерата)
Арнано (итал. Arnano) насеље је у Италији у округу Мачерата, региону Марке.
Према процени из 2011. у насељу је живело 32 становника. Насеље се налази на надморској висини од 683 м.